# Поликрат (ретор)
Поликрат (на старогръцки: Πολυκράτης, Polykrátēs) е ретор, оратор в Древна Атина през късния 5 век и ранния 4 век пр.н.е.
Поликрат живее първо в Атина. Около 392 пр.н.е. той издава едно „Обвинение против Сократ“ и една Защита на Бусирис. Исократ отговаря със своя Бусирис на Поликрат, който вече е напуснал Атина.
 От около 390 пр.н.е. той живее на остров Кипър, където отваря училище. .